# Чемпионат России по современному пятиборью 1993
Первый чемпионат России по современному пятиборью прошел в Москве с 3 по 5 июля 1993 года. Медали разыгрывались в личном и командном первенстве.
Первым чемпионом России по современному пятиборью стал Герман Юферов  Санкт-Петербург, заслуженный мастер спорта СССР, намного опередивший остальных спортсменов.

## Результаты.
| Дисциплина           | Золото                                  | Серебро                              | Бронза                                        |
| Индивидуальный зачет | Герман Юферов · Санкт-Петербург · 5 609 | Александр Машанский · Москва · 5 498 | Александр Макеев · Московская область · 5 455 |
| Командный зачет.     | Московская область · 16 213             | Санкт-Петербург · 15 104             | Ростовская область · 14 265                   |